# Мис Флігелі
81°51′13″ пн. ш. 59°14′18″ сх. д. / 81.85361° пн. ш. 59.23833° сх. д.
Мис Флігелі — північно-східний край острова Рудольфа в Північному Льодовитому океані, що входить до архіпелагу Земля Франца-Йосифа (Росія, Архангельська область).
Традиційно згадується як крайня північна точка суші Росії, Європи і всієї Євразії.
Названо на честь австрійського картографа Августа фон Флігелі (1811—1879). Відкрито 12 квітня 1874 року австрійською полярною експедицією на кораблі «Тегетгоф» під керівництвом Юліус Пайєра і Карла Вейпрехта; першими людьми, що побували в цьому місці, стали матрос Антоніо Занінович, мічман Едуард Орел і начальник експедиції Юліус Пайєр.
У 2003 році на мисі встановлено 300-кілограмовий модриновий хрест.

#### Ресурси Інтернету
- Вікісховище має мультимедійні дані за темою: Мис Флігелі